# Прощай, Кристофер Робин
«Прощай, Кристофер Робин» (англ. Goodbye Christopher Robin) — британский фильм 2017 года режиссёра Саймона Кёртиса, рассказывающей о жизни писателя Алана Милна — автора сказочных рассказов о плюшевом медвежонке Винни Пухе, о его отношениях с сыном Кристофером Робином Милном и об истории появления его книг.
В Великобритании фильм вышел на экраны 29 сентября 2017 года, премьера в России состоялась 23 ноября 2017 года.

## Сюжет
Вернувшись в Англию с полей Первой мировой войны, Алан А. Милн, участвовавший в Битве на Сомме, испытывает посттравматический стресс. У них с супругой рождается сын, Кристофер Робин, которого дома ласково называют Билли. Для сына выбирают няню Олив.
Милн старается снова начать писать, для этого переезжает из Лондона в загородный дом, окруженный лесом. Дафне не нравится это решение, вскоре она возвращается в Лондон. В какой-то момент Олив должна уехать, чтобы ухаживать за больной матерью. Милн остается один на один с сыном. Они совершают долгие прогулки по лесу, во время которых Милн придумывает и рассказывает сыну истории о его плюшевом медвежонке и других мягких игрушках.
В гости к Милну приезжает его друг, иллюстратор Эрнест Шепард. Вместе они создают книги о Винни Пухе, которые вскоре становятся невероятно успешными. Кристофер Робин, в качестве героя книг отца, вынужден много появляться на публике. Он напуган и смущён. Олив уходит от Милнов, чтобы выйти замуж, но перед этим предупреждает родителей о вреде такой славы для мальчика. Милн решает прекратить писать о Кристофере Робине и его друзьях, но тень этой славы навсегда отпечатается на жизни его сына.

## В ролях
- Донал Глисон — Алан Александр Милн
- Марго Робби — Дафна Милн
- Келли Макдональд — Олив, няня Кристофера Робина
- Уилл Тилстон — Кристофер Робин в детстве
- Алекс Лоутер — взрослый Кристофер Робин
- Фиби Уоллер-Бридж — Мэри Браун
- Викки Пеппердин — Бетти
- Стивен Кэмпбелл Мур — Эрнест Шепард
- Ричард Маккейб — Руперт
- Джеральдин Сомервилль — Леди О

## Производство
Первые сведения о разработке проекта появились в 2010 году, в качестве продюсера был заявлен Дамиан Джонс. Автором сценария стал Саймон Вон.
В апреле 2016 года Донэлл Глисон начал вести переговоры об исполнении роли Алана Милна. В июне 2016 года это было официально подтверждено, а также участие Марго Робби в роли супруги писателя. Чуть позже к составу присоединилась Келли Макдональд в роли Олив, няни Кристофера Робина.
Съемки начались в сентябре 2016 года.

## Премьеры
29 сентября 2017 года фильм был выпущен в Великобритании, а в США 13 октября 2017 года.